# Alice Auma
Alice Auma (Uganda, 1956 – Kenya, 17 gennaio 2007) è stata una politica ugandese.
Donna di etnia Acholi, fu fondatrice del movimento millenarista Holy Spirit Movement che fra l'agosto del 1986 e il novembre del 1987 si oppose al governo del Presidente dell'Uganda, Yoweri Museveni. Sosteneva di avere poteri medianici e da guaritrice, e di essere guidata dallo spirito di un militare cristiano deceduto, cosa che le valse il soprannome di Lakwena, "messaggero".

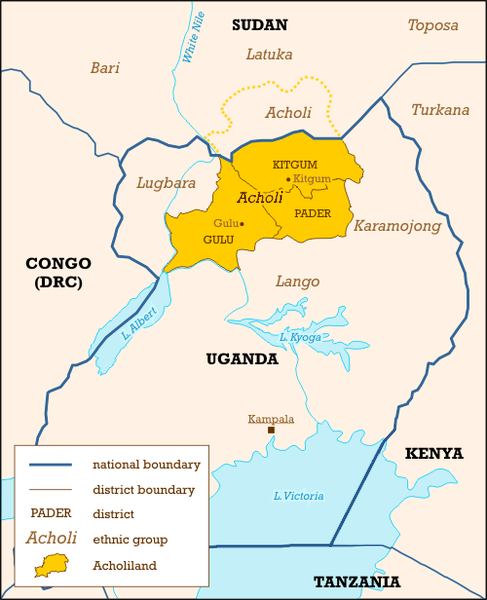
Acholiland

## Biografia

### Primi anni
Alice Auma nacque nel 1956. Dopo due matrimoni durante i quali scoprì di essere sterile, lasciò la sua città d'origine. Si convertì al Cattolicesimo, ma dal 25 maggio 1985 iniziò a sostenere di essere posseduta da uno spirito, Lakwena, e impazzì al punto di non riuscire più a sentire né parlare. Il padre la portò da numerose guaritrici, che non riuscirono ad aiutarla; la leggenda dice che, infine, fu lo stesso Lakwena a guidarla dentro al Parco Nazionale di Paraa dove restò per 40 giorni, uscendone guarita e con poteri medianici.

### L'Holy Spirit Movement
Prima della sconfitta di Tito Okello, Alice Auma lavorò vicino alla città di Gulu insieme a molti altri medium. Nel mezzo del caos della rivolta contro il National Resistance Army da parte dell'Uganda People's Democratic Army, si racconta che il 6 agosto 1986 Lakwena avrebbe ordinato ad Alice di interrompere il suo lavoro di divinatrice per creare l'Holy spirit Movement con cui combattere il male. Per il compimento della sua missione divina, era richiesta la conquista della città di Kampala, la capitale; solo così gli Acholi avrebbero potuto redimersi dalle violenze che avevano perpetrato ai danni della popolazione civile nella regione di Luwero e riconquistare il paradiso terrestre.
In una lettera inviata ai missionari locali, Alice Auma spiegava:
Il buon Dio che ha inviato Lakwena, ha deciso di cambiare il suo lavoro da quello di medico a quello di comandante militare per una semplice ragione: è inutile curare oggi un uomo che potrà essere ucciso domani. Quindi per lui è diventato necessario fermare lo spargimento di sangue prima di poter continuare il suo lavoro di medico.
Dopo una serie di vittorie spettacolari Alice Auma guidò l'Holy Spirit Movement verso Kampala nella zona meridionale del paese, dove riuscì ad ottenere supporto da altri gruppi etnici in rivolta contro il governo di Museveni. Ma in breve tempo le numerose perdite subite tra le file del movimento portarono alcuni suoi seguaci ad accusarla di stregoneria.
Si dice che Lakwena abbia abbandonato Alice Auma dopo la gravissima disfatta subita dal movimento in una foresta nei pressi della capitale, costringendola a fuggire dal paese.

### Gli ultimi anni

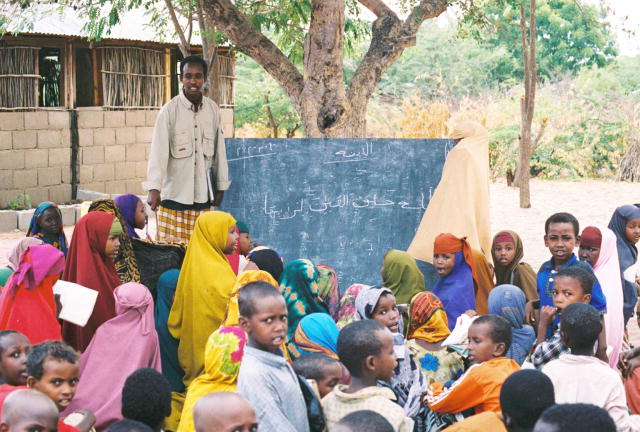
Scuola nel campo rifugiati di Dadaab

Alice Auma trascorse il resto della sua vita in Kenya, in un campo per rifugiati vicino a Dadaab, lamentando di essere stata abbandonata dagli spiriti;
nel novembre del 2004 fu implicata in un traffico di bambini da Gulu al campo profughi, e nel 2006 annunciò di aver scoperto una cura per l'AIDS. Morì il 17 gennaio 2007 di una malattia sconosciuta e fu sepolta nel suo villaggio natale nel nord Uganda.
Il movimento di ribellione nel paese non si è concluso con la caduta della profetessa, ma è proseguito attraverso l'Esercito di resistenza del Signore, Lord's Resistance Army o LRA, guidato da Joseph Kony, presunto cugino della Auma, e tra i primi adepti del Holy Spirit Movement.